# Roman Lob
Roman Lob (Düsseldorf, 2 juli 1990) is een Duitse zanger.

## Biografie
Lob startte zijn muzikale carrière door zijn deelname aan Deutschland sucht den Superstar in 2006. Hij had zich gekwalificeerd bij de beste twintig deelnemers, maar door een infectie aan zijn stembanden moest hij verstek laten gaan voor het vervolg van de competitie.
In 2012 nam hij deel aan Unser Star für Baku, de Duitse preselectie voor het Eurovisiesongfestival 2012, dat zou plaatsvinden in de Azerbeidzjaanse hoofdstad Bakoe. Op de eerste voorronde na, waarin hij tweede was geëindigd, won hij alle rondes waaraan hij deelnam. In de finale versloeg hij Ornella de Santis met amper 50,7 % van de stemmen. Hij won Unser Star für Baku met het nummer Standing still. Met dat nummer was hij dan ook te zien in de finale het Eurovisiesongfestival 2012, waarvoor Duitsland rechtstreeks geplaatst is. Lob werd er achtste.

## Discografie

### Singles
| Single met hitnotering(en) in de Vlaamse Ultratop 50 | Datum van verschijnen | Datum van binnenkomst | Hoogste positie | Aantal weken | Opmerkingen |
| ---------------------------------------------------- | --------------------- | --------------------- | --------------- | ------------ | ----------- |
| Standing still                                       | 2012                  | 26-05-2012            | tip45           | -            |             |

1956: Freddy Quinn + Walter Andreas Schwarz · 
1957: Margot Hielscher · 
1958: Margot Hielscher · 
1959: Alice & Ellen Kessler · 
1960: Wyn Hoop · 
1961: Lale Andersen · 
1962: Conny Froboess · 
1963: Heidi Brühl · 
1964: Nora Nova · 
1965: Ulla Wiesner · 
1966: Margot Eskens · 
1967: Inge Brück · 
1968: Wenche Myhre · 
1969: Siw Malmkvist · 
1970: Katja Ebstein · 
1971: Katja Ebstein · 
1972: Mary Roos · 
1973: Gitte · 
1974: Cindy & Bert · 
1975: Joy Fleming · 
1976: Les Humphries Singers · 
1977: Silver Convention · 
1978: Ireen Sheer · 
1979: Dschinghis Khan · 
1980: Katja Ebstein · 
1981: Lena Valaitis · 
1982: Nicole · 
1983: Hoffmann & Hoffmann · 
1984: Mary Roos · 
1985: Wind · 
1986: Ingrid Peters · 
1987: Wind · 
1988: Maxi & Chris Garden · 
1989: Nino de Angelo · 
1990: Chris Kempers & Daniel Kovac · 
1991: Atlantis 2000 · 
1992: Wind · 
1993: Münchener Freiheit · 
1994: Mekado · 
1995: Stone & Stone · 
1997: Bianca Shomburg · 
1998: Guildo Horn & Die Orthopädischen Strümpfe · 
1999: Sürpriz · 
2000: Stefan Raab · 
2001: Michelle · 
2002: Corinna May · 
2003: Lou · 
2004: Max · 
2005: Gracia · 
2006: Texas Lightning · 
2007: Roger Cicero · 
2008: No Angels · 
2009: Alex Swings Oscar Sings · 
2010: Lena Meyer-Landrut · 
2011: Lena Meyer-Landrut · 
2012: Roman Lob · 
2013: Cascada · 
2014: Elaiza · 
2015: Ann Sophie · 
2016: Jamie-Lee Kriewitz · 
2017: Levina · 
2018: Michael Schulte · 
2019: S!sters · 
2021: Jendrik Sigwart · 
2022: Malik Harris · 
2023: Lord of the Lost · 
2024: Isaak · 
2025: Abor & Tynna
- Gemeinsame Normdatei: 102415582X
- International Standard Name Identifier: 0000 0003 7494 7013
- MusicBrainz: eca90009-116a-40f6-b4ec-85e7d7af2153
- Virtual International Authority File: 251333037
- WorldCat: E39PBJf8v4FpbBK8H3bVBHvWDq